# Marie Ephrem Garrelon

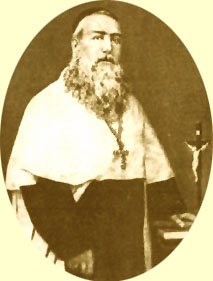
Bischof Marie Ephrem Garrelon OCD (Foto)

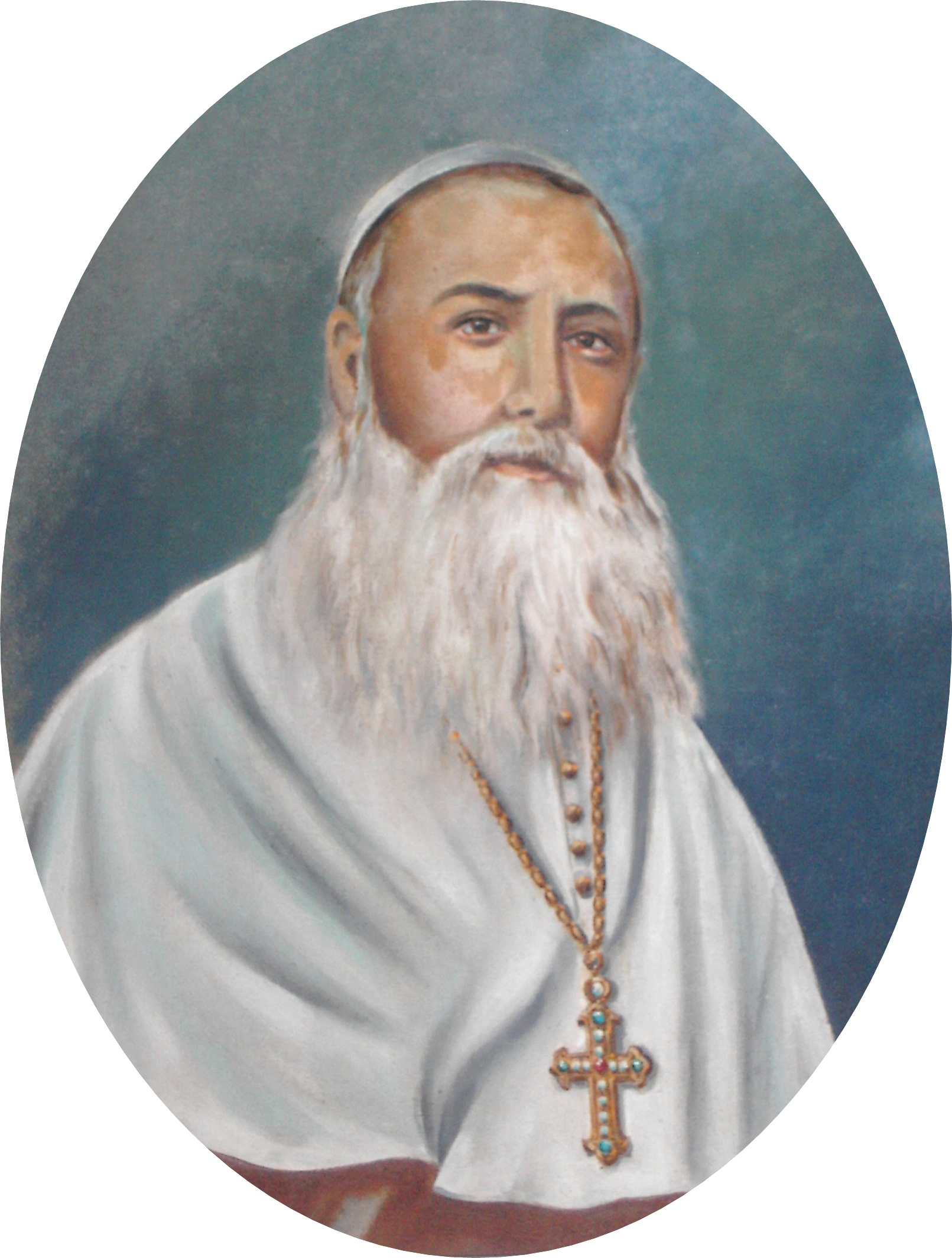
Bischof Marie Ephrem Garrelon OCD (Ölportrait im Bischofshaus von Quilon)

Marie Ephrem Garrelon, voller Name Marie Ephrem Edouard Lucian Theoponte Garrelon, OCD, weltlicher Name Lucian Garrelon (* 18. November 1827 in Casteljaloux, Frankreich; † 10. April 1873 in Mangalore) war ein katholischer Titularbischof und Apostolischer Vikar in Indien.

## Leben und Wirken
Lucian Garrelon wuchs im südfranzösischen Casteljaloux auf und es wird berichtet, dass er sich im Alter von 14 Jahren entschloss, Priester zu werden. Er trat dem Orden der Unbeschuhten Karmeliten bei, wo er den Ordensnamen Marie Ephrem vom Herzen Jesu erhielt und am 21. Dezember 1850 die Priesterweihe empfing. Vor seinem Missionsaufenthalt war er zeitweise Superior des Klosters in Rennes. 1859 brach er nach Mahé in Französisch-Indien auf. Bei einem Aufenthalt in Frankreich besuchte Pater Garellon 1866 den Karmel in Pau und knüpfte Kontakte zu den Karmelti, von denen er gern einen Konvent in Indien gehabt hätte. Sechs Schwestern Nonnen gingen schließlich nach Indien, darunter die heilige Mirjam von Abellin.  
Am 20. Juni 1868 ernannte Papst Pius IX. P. Marie Ephrem zum apostolischen Vikar von Quilon (heute Kollam) an der Malabarküste und zum Titularbischof von Nemesi. Die Bischofsweihe spendete ihm am 8. November 1868 sein Ordensbruder Michael Anthony Anfossi (1799–1878), der apostolische Vikar von Mangalore, in der St. Sebastianskirche von Quilon-Tuet.
In Calicut (heute Kozhikode) traf er mit der englischen Nonne Maria Veronika von der Passion (Sophie Leeves) zusammen und stellte ihr seine Pläne eines besonders auf das Missionsgebiet zugeschnittenen, karmelitanischen Kongregation vor, die die Spiritualität der Karmelitinnen mit der Unterrichtstätigkeit verbinden sollte. Unter seiner geistlichen Leitung und auf sein Drängen hin gründete Sr. Maria Veronika 1868 in Bayonne in Frankreich eine Kongregation von Drittordensschwestern des Karmels. Bis die ersten Nonnen in die Mission ausgesandt werden konnten, vergingen zwei Jahre und Bischof Marie Ephrem Garrelon wurde unterdessen, mit Datum vom 3. Januar 1870, als apostolischer Vikar nach Mangalore versetzt. 
Bischof Garrelon nahm als Konzilsvater am Ersten Vatikanum teil, wo er sich für die Dogmatisierung der Unfehlbarkeit des Papstes einsetzte.
In der Sitzung vom 30. Mai 1870 hielt er auch eine diesbezügliche Ansprache.
Der Prälat fuhr aus Europa nach Indien zurück; am 5. November 1870 wurde er von seinem Vorgänger Michael Anthony Anfossi feierlich in Mangalore empfangen. Man holte ihn mit einer Prozession ein und es fand in der Rosario-Kathedrale ein Hochamt mit Te Deum statt. Noch im selben Monat eröffneten hier in Mangalore die von ihm mitgegründeten Schwestern aus Bayonne ihren ersten Konvent.
Auch die rein kontemplativen Schwestern aus Pau siedelten sich 1870 in Mangalore an und die darunter befindliche Mirjam von Abellin legte am 21. November 1871 vor Bischof Garrelon ihre Profess ab; der Oberhirte hielt dabei selbst die Festpredigt. Wegen verschiedenen Visionen und dem Verhalten der Nonne kam es später jedoch zu Meinungsverschiedenheiten mit dem Bischof und die Selige kehrte im November 1872 wieder nach Frankreich zurück. Garrelon hatte sich völlig von ihr abgewandt und hielt ihre Visionen für Trugbilder. Später erkannte er darin einen Fehler und litt deshalb – nach Aussage von Personen seiner Umgebung – sehr unter Gewissensbissen, was zu seinem frühen Tod beigetragen haben soll. Als er starb, prophezeite Mirjam von Abellin, er werde nicht in den Himmel kommen, bevor die erste Hl. Messe in dem von ihr geplanten Karmel in Bethlehem gefeiert sei. Sie habe Garrelon im Jenseits gesehen und ihn laut klagen hören: „Ich habe gegen die Ehre Gottes gesündigt.“
Marie Ephrem Garrelon starb am Gründonnerstag, den 10. April 1873 in Mangalore und wurde in der dortigen Rosario-Kathedrale beigesetzt.
Bischof Garrelon lag besonders die Bildung der Mädchen und Frauen am Herzen, die im damaligen Indien sehr gering war. Er glaubte auch, diese Arbeit müsse von einheimischen Schwestern getan werden, die mit den Besonderheiten des indischen Lebens und der indischen Verhältnisse vertraut sind. Einer seiner überlieferten Grundsätze war: Asiatische Schwestern, für asiatische Mädchen.